# The Terror of War

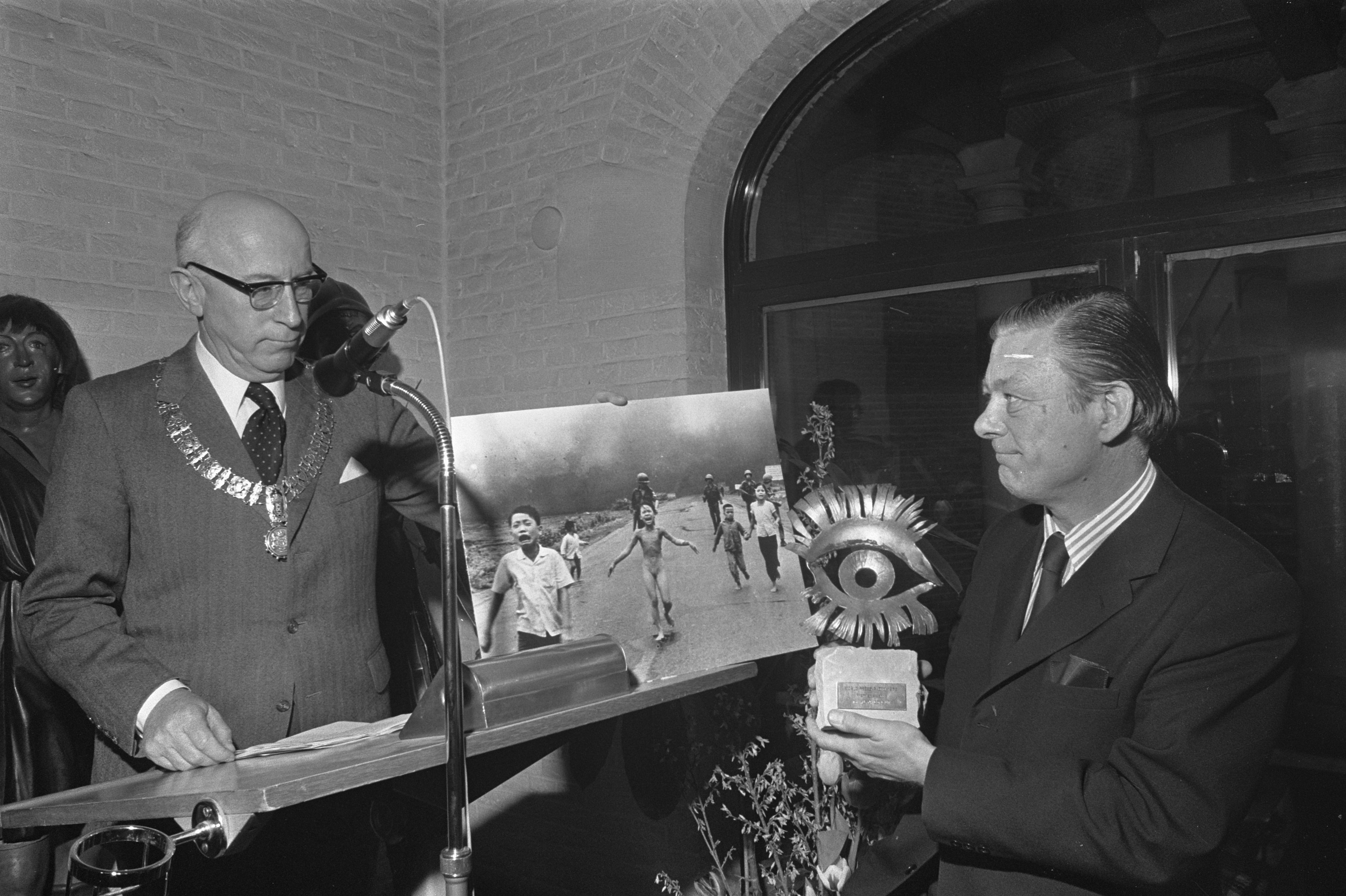
Bild The Terror of War bei einer Preisverleihung

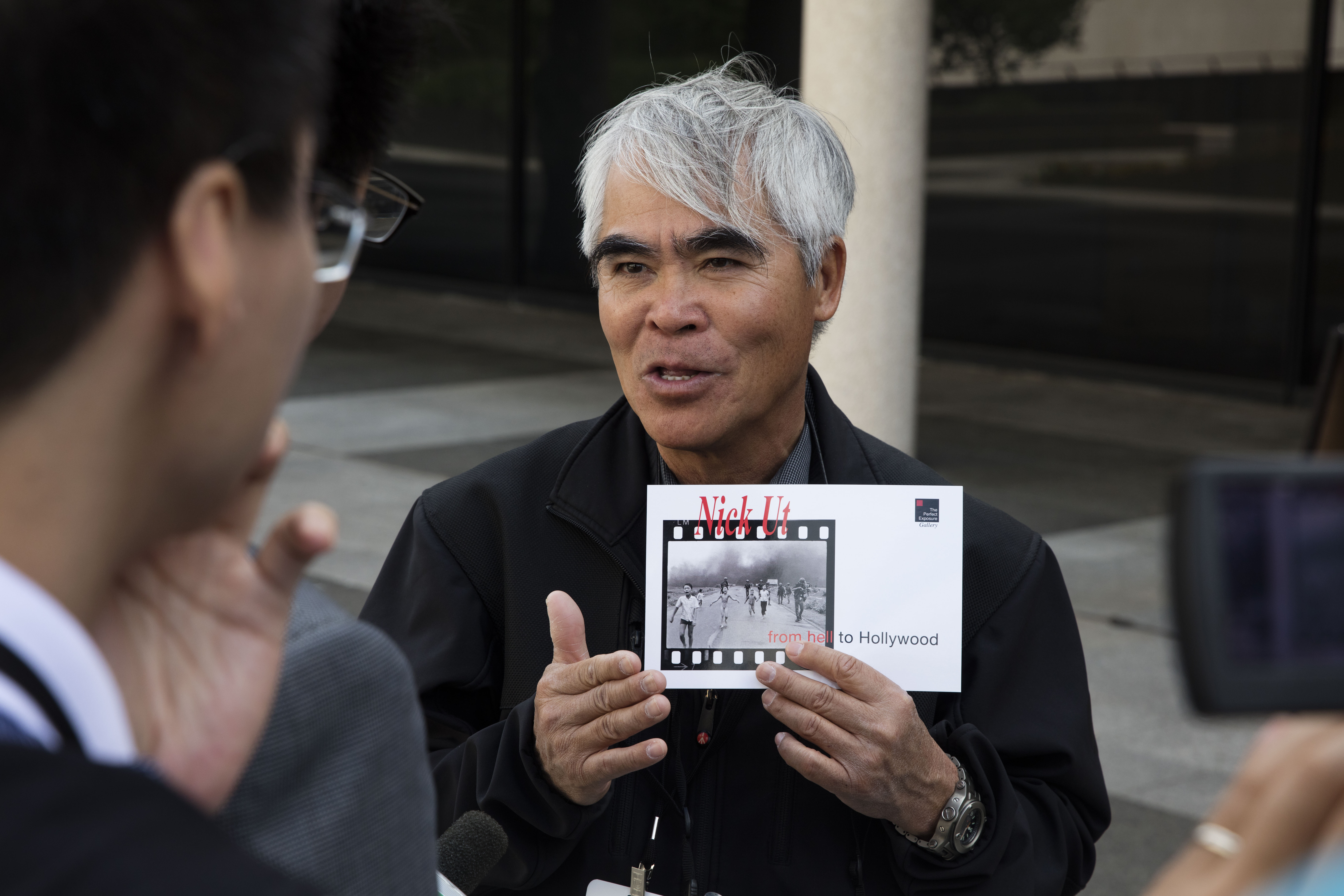
Nick Út mit einem Journalisten vor dem LBJ Library & Museum, April 2016

The Terror of War (engl. „Der Schrecken des Krieges“), auch bekannt als Accidental Napalm und Napalm Girl, ist der Titel eines Fotos des vietnamesischen Fotografen Nick Út, das die damals neunjährige Phan Thị Kim Phúc kurz nach einem Napalm-Angriff südvietnamesischer Flugzeuge auf den Ort Trảng Bàng am 8. Juni 1972 zeigt. 
Laut dem im Januar 2025 erschienenen Dokumentarfilm The Stringer wurde das Foto nicht von Út geschossen, sondern von einem lokalen Freelancer; die Behauptung wurde aber von der Bildagentur Associated Press angefochten. Im Mai 2025 entzog die World Press Photo Nick Ut die Anerkennung für das Foto.

## Hintergrund
Durch das Dorf Trảng Bàng führte die strategisch wichtige Nationalstraße Nr. 1. Nordvietnamesische Soldaten hatten die Nationalstraße Nr. 1 beim Dorf Trảng Bàng angegriffen und besetzt. Durch den Angriff war der Verkehr zum Erliegen gekommen und ein Stau bildete sich. Südvietnamesische Soldaten umstellten das Dorf und durchkämmten es auf der Suche nach feindlichen Soldaten. Gegen Mittag forderte der Kommandeur der südvietnamesischen Truppen Luftunterstützung der südvietnamesischen Luftwaffe an. Zwei Propellermaschinen von Typ Douglas A-1 erschienen über dem Dorf. Eine erste Napalm-Bombe wurde abgeworfen. Zu der Zeit flohen Kim Phúc und Familienmitglieder, weitere Zivilisten und südvietnamesische Soldaten in Richtung der südvietnamesischen Stellungen am Dorfrand. Vier Napalmbomben schlugen am Rande des Dorfes und auf der Nationalstraße Nr. 1 ein, wo sich die fliehenden Soldaten und Zivilisten befanden. Der Pilot soll die fliehenden Menschen für feindliche Soldaten gehalten haben. Beim Napalm-Angriff starben vier Menschen, darunter zwei Cousins von Kim Phúc. Kim Phúc erlitt Verbrennungen dritten Grades, als ihre Kleidung verbrannte. Die fliehenden Menschen liefen auf die vor dem Dorf wartenden Journalisten und Soldaten zu. Dabei die neunjährige Kim Phúc mit ihren Geschwistern und ihre Großmutter mit dem sterbenden Enkelsohn im Arm. Der Fotograf  Út fuhr Kim Phúc mit seinem Wagen ins Krankenhaus.
Horst Faas als damaliger Leiter des AP-Büros in Saigon sorgte trotz einiger Bedenken seiner Mitarbeiter wegen der Aufnahme eines nackten Mädchens für eine Veröffentlichung des Fotos.
In diesem Kontext ist erwähnenswert, dass zwei Versionen des Bildes existieren. Auf dem vollständigen Bild ist rechts der bekannte amerikanische Fotograf David Burnett zu erkennen, der gerade seinen Film wechselt. Später wurde der rechte Teil des Bildes weggeschnitten.

## Auszeichnungen
Das Foto wurde zum Pressefoto des Jahres 1972 gewählt und ist neben der Erschießung von Nguyễn Văn Lém eines der bekanntesten Fotos aus dem Vietnamkrieg. Út wurde für dieses Bild 1973 mit dem Pulitzer-Preis ausgezeichnet.

## Protest
Facebook entfernte 2016 dieses Foto mehrfach wegen unerlaubter Nacktheit auf den Profilen verschiedener Journalisten und Politiker, nach heftiger internationaler Kritik machte das Unternehmen dies jedoch wieder rückgängig.

## Auf dem Foto basierende Werke
Um 2004 schuf der britische Streetart-Künstler Banksy sein Werk „Napalm“ oder „Can't beat that Feeling“, welches auf dem Foto „The Terror of War“ basiert. Im Zentrum seines Bildes ist das schreiende Mädchen platziert. Links und rechts von ihm gehen Mickey Mouse und Ronald McDonald. Sie sind fröhlich und halten lächelnd die Hände des Kindes.
Verschiedene Interpretationen sind sich einig, dass sich dieses Werk gegen die amerikanische Konsumkultur richtet. Es zeige, wie Amerika sich selbst wahrnimmt und wie es von anderen Kulturen wahrgenommen wird. Die Körperhaltungen der Figuren werden unterschiedlich ausgelegt. Mal so, dass das Mädchen in Abwehrhaltung von den Konsumfiguren gepackt ist, mal als offene Frage, ob sie von ihren Begleitern in Sicherheit oder ins Verderben geführt wird.
Von vielen wird „Napalm“ als eines der eindringlichsten und härtesten Bilder von Banksy angesehen.

## Kontroverse um Urheberschaft
Der Anfang 2025 beim Sundance Film Festival gezeigte Dokumentarfilm The Stringer legt nahe, dass der vietnamesische freiberufliche Fotograf Nguyen Thanh Nghe das Foto aufgenommen hat und nicht Nick Út. Die Nachrichtenagentur Associated Press (AP), für die Nick Ut damals tätig war, hat daraufhin eine umfassende Untersuchung durchgeführt. In diesem Bericht erklärt AP, da es keine neuen, überzeugenden Beweise für das Gegenteil gibt, hat AP keinen Grund anzunehmen, dass jemand anderes als Ut das Foto gemacht hat. Die technische Analyse der AP ergab aber auch, dass das Foto wahrscheinlich mit einer Pentax-Kamera aufgenommen wurde – und nicht, wie bisher angenommen, mit einer Leica. Dieses Ergebnis stützt die Version von Nghe, der angibt, eine Pentax benutzt zu haben. Nick Ut wiederum bestätigte gegenüber AP, dass er neben seinen bekannten Leica- und Nikon-Kameras auch eine Pentax bei sich führte – ein Erbstück seines im Krieg gefallenen Bruders. Diese Angabe wurde auch durch seine Schwägerin in einem AP-Interview bestätigt. In zuvor unbekanntem Filmmaterial des US-Senders NBC wird ein weiterer möglicher Urheber sichtbar: der vietnamesische Militärfotograf Huynh Cong Phuc. Er ist in den Aufnahmen sehr nah an der Position zu erkennen, von der aus das berühmte Foto aufgenommen wurde. Der AP-Bericht deckt auch Widersprüche in der Darstellung des Dokumentarfilms The Stringer auf. So behauptet der Film beispielsweise, nur Nghe sei zum Zeitpunkt der Aufnahme an der richtigen Position gewesen. Das NBC-Material widerlegt wiederum diese Darstellung. Laut der Analyse des Berichts ist auch die Entfernung zwischen der Fotoposition und einer später im Film gezeigten Person, bei der es sich potenziell um Nick Ut handelt, deutlich geringer als die im Film angegebenen 60 Meter, nämlich nur etwa 30 bis 50 Meter.
„Da keine eindeutigen Schlüsse möglich sind, setzen wir die Nennung des Urhebers aus, bis ein schlüssiger Beweis für die Urheberschaft vorliegt“, erklärt World Press Photo in seinem Untersuchungsbericht. Kim Phuc selbst weist die neuen Vorwürfe zurück. In einer Stellungnahme an AP bezeichnet sie die Behauptungen als „falsch“ und verweist auf Augenzeugenberichte, die Nick Ut als Fotografen bestätigen.